# قرية الحمرة (النقب)
 قرية الحمرة هي قرية بدوية فلسطينية تقع في النقب غير معترف بها، تقع بين بلدة كسيفة وعراد شمال الطريق السريع. يسكنها 800 شخص من أربع عائلات وهي: كريشات، قرعان، جبوعة والمداني. وتقع في منطقة محدّدة على أنّها منطقة زراعيّة ريفيّة متكاملة، مخصّصة للاستيطان.

## الاسماء
لها ثلاثة أسماء:
1. قرية الحُمرة: لأنّ التراب لونهُ أحمر.
2. وادي الحيتان: نسبة إلى مجرى أخزاف.
3. وادي التين: على اسم شجرة التين البارزة في المنطقة.

## الحياة الاجتماعية
يعيش القرويّون في هذه القرية منذ مئات السنين أي قبل قيام الدولة. وتفتقد القرية خدمات تعليميّة صحّيّة.
 في الماضي كان الطلّاب يمشون خمسة كيلومترات من القرية إلى بلدة كسيفة البدويّة للدراسة في المدارس المختلفة، لكن اليوم المجلس الإقليميّ القصوم ينقلهم بالمواصلات.
 لا يوجد بنية تحتيّة للكهرباء وللمياه، ولكي يحصلوا على الخدمات الصحّيّة يجب عليهم القدوم إلى كسيفه. ويقومون بتوصيل المياه إلى منازلهم عن طريق اتّصال ميكوروت التي تبعد عدّة كيلومترات عن القرية.
 في عام 1996 قرّر سكّان القرية مدّ أنبوب من نقطة المياه إلى القرية، وقاموا بسحبها بأنفسهم ومن أموالهم وبموافقة ميكوروت المزوّدة للمياه. حيث قاموا بالتوقيع على عقد بأن لا يستخدمون المياه في الزراعة.
 تحتوي القرية على مسجد واحد يجتمع به كلّ يوم جمعة السكان من أجل أداء فريضة الصلاة.
 لا توجد حاليّا أوامر هدم أو إخلاء قرية الحومرة. حسب المخطّط الهيكليّ الجزئيّ لمنطقة بئر السبع الحضريّة 14/4/23.. تمّ فحص إمكانيّة إلحاقها بالمرعى، ولكن لم يتمّ اتّخاذ أيّ قرار بعد.